# گل بهارلی
گل بهارلی (به لاتین: Gül-Baharlı، تا ۲۰۱۵ بهارلی Baharlı) یک منطقه مسکونی در جمهوری آذربایجان است که در شهرستان آق‌دام واقع شده است.